# Coppa Davis 1994
La Coppa Davis 1994 è stata l'83ª edizione del massimo torneo riservato alle nazionali maschili di tennis. Vi hanno partecipato 109 nazioni. Nella finale disputata dal 2 al 4 dicembre all'Olimpijskij di Mosca in Russia, la Svezia ha battuto la Russia.

## Gruppo Mondiale
| Squadre partecipanti | Squadre partecipanti | Squadre partecipanti | Squadre partecipanti |
| Australia            | Austria              | Belgio               | Rep. Ceca            |
| Danimarca            | Francia              | Germania             | Ungheria             |
| India                | Israele              | Italia               | Paesi Bassi          |
| Russia               | Spagna               | Svezia               | Stati Uniti          |
| -------------------- | -------------------- | -------------------- | -------------------- |

### Tabellone
|  | Primo turno 25-27 marzo                    | Primo turno 25-27 marzo | Primo turno 25-27 marzo                    |                                  |             | Quarti di finale 15-17 luglio | Quarti di finale 15-17 luglio       | Quarti di finale 15-17 luglio |   |  | Semifinali 23-25 settembre | Semifinali 23-25 settembre       | Semifinali 23-25 settembre |   |  | Finale 2-4 dicembre | Finale 2-4 dicembre | Finale 2-4 dicembre |
|  |                                            |                         |                                            |                                  |             |                               |                                     |                               |   |  |                            |                                  |                            |   |  |                     |                     |                     |
|  | Nuova Delhi, India (erba)                  |                         |                                            |                                  |             |                               |                                     |                               |   |  |                            |                                  |                            |   |  |                     |                     |                     |
|  |                                            | Stati Uniti             | 5                                          |                                  |             |                               |                                     |                               |   |  |                            |                                  |                            |   |  |                     |                     |                     |
|  |                                            | Stati Uniti             | 5                                          | Rotterdam, Paesi Bassi (Cemento) |             |                               |                                     |                               |   |  |                            |                                  |                            |   |  |                     |                     |                     |
|  |                                            | India                   | 0                                          |                                  |             |                               |                                     |                               |   |  |                            |                                  |                            |   |  |                     |                     |                     |
|  |                                            | India                   | 0                                          |                                  | Stati Uniti | 3                             |                                     |                               |   |  |                            |                                  |                            |   |  |                     |                     |                     |
|  | Eindhoven, Paesi Bassi (Sintetico indoor)  |                         |                                            |                                  | Stati Uniti | 3                             |                                     |                               |   |  |                            |                                  |                            |   |  |                     |                     |                     |
|  |                                            |                         | Paesi Bassi                                | 2                                |             |                               |                                     |                               |   |  |                            |                                  |                            |   |  |                     |                     |                     |
|  |                                            | Paesi Bassi             | Paesi Bassi                                | 2                                | 5           |                               |                                     |                               |   |  |                            |                                  |                            |   |  |                     |                     |                     |
|  |                                            | Paesi Bassi             |                                            |                                  | 5           |                               | Göteborg, Svezia (Sintetico indoor) |                               |   |  |                            |                                  |                            |   |  |                     |                     |                     |
|  |                                            | Belgio                  | 0                                          |                                  |             |                               |                                     |                               |   |  |                            |                                  |                            |   |  |                     |                     |                     |
|  |                                            |                         |                                            |                                  |             |                               |                                     | Stati Uniti                   | 2 |  |                            |                                  |                            |   |  |                     |                     |                     |
|  | Lund, Svezia (Sintetico indoor)            |                         |                                            |                                  |             |                               |                                     | Stati Uniti                   | 2 |  |                            |                                  |                            |   |  |                     |                     |                     |
|  |                                            |                         | Svezia                                     | 3                                |             |                               |                                     |                               |   |  |                            |                                  |                            |   |  |                     |                     |                     |
|  |                                            | Svezia                  | Svezia                                     | 3                                | 5           |                               |                                     |                               |   |  |                            |                                  |                            |   |  |                     |                     |                     |
|  |                                            | Svezia                  | Cannes, Francia (Cemento)                  |                                  | 5           |                               |                                     |                               |   |  |                            |                                  |                            |   |  |                     |                     |                     |
|  |                                            | Danimarca               | 0                                          |                                  |             |                               |                                     |                               |   |  |                            |                                  |                            |   |  |                     |                     |                     |
|  |                                            | Danimarca               | 0                                          |                                  | Svezia      | 3                             |                                     |                               |   |  |                            |                                  |                            |   |  |                     |                     |                     |
|  | Besançon, Francia (Cemento indoor)         |                         |                                            |                                  | Svezia      | 3                             |                                     |                               |   |  |                            |                                  |                            |   |  |                     |                     |                     |
|  |                                            |                         | Francia                                    | 2                                |             |                               |                                     |                               |   |  |                            |                                  |                            |   |  |                     |                     |                     |
|  |                                            | Francia                 | Francia                                    | 2                                | 4           |                               |                                     |                               |   |  |                            |                                  |                            |   |  |                     |                     |                     |
|  |                                            | Francia                 |                                            |                                  | 4           |                               |                                     |                               |   |  |                            | Mosca, Russia (Sintetico indoor) |                            |   |  |                     |                     |                     |
|  |                                            | Ungheria                | 1                                          |                                  |             |                               |                                     |                               |   |  |                            |                                  |                            |   |  |                     |                     |                     |
|  |                                            |                         |                                            |                                  |             |                               |                                     |                               |   |  |                            |                                  | Svezia                     | 4 |  |                     |                     |                     |
|  | Ramat HaSharon, Israele (Cemento)          |                         |                                            |                                  |             |                               |                                     |                               |   |  |                            |                                  | Svezia                     | 4 |  |                     |                     |                     |
|  |                                            |                         | Russia                                     | 1                                |             |                               |                                     |                               |   |  |                            |                                  |                            |   |  |                     |                     |                     |
|  |                                            | Israele                 | Russia                                     | 1                                | 1           |                               |                                     |                               |   |  |                            |                                  |                            |   |  |                     |                     |                     |
|  |                                            | Israele                 | San Pietroburgo, Russia (Sintetico indoor) |                                  | 1           |                               |                                     |                               |   |  |                            |                                  |                            |   |  |                     |                     |                     |
|  |                                            | Rep. Ceca               | 4                                          |                                  |             |                               |                                     |                               |   |  |                            |                                  |                            |   |  |                     |                     |                     |
|  |                                            | Rep. Ceca               | 4                                          |                                  | Rep. Ceca   | 2                             |                                     |                               |   |  |                            |                                  |                            |   |  |                     |                     |                     |
|  | San Pietroburgo, Russia (Sintetico indoor) |                         |                                            |                                  | Rep. Ceca   | 2                             |                                     |                               |   |  |                            |                                  |                            |   |  |                     |                     |                     |
|  |                                            |                         | Russia                                     | 3                                |             |                               |                                     |                               |   |  |                            |                                  |                            |   |  |                     |                     |                     |
|  |                                            | Russia                  | Russia                                     | 3                                | 4           |                               |                                     |                               |   |  |                            |                                  |                            |   |  |                     |                     |                     |
|  |                                            | Russia                  |                                            |                                  | 4           |                               | Amburgo, Germania (Cemento)         |                               |   |  |                            |                                  |                            |   |  |                     |                     |                     |
|  |                                            | Australia               | 1                                          |                                  |             |                               |                                     |                               |   |  |                            |                                  |                            |   |  |                     |                     |                     |
|  |                                            |                         |                                            |                                  |             |                               |                                     | Russia                        | 4 |  |                            |                                  |                            |   |  |                     |                     |                     |
|  | Madrid, Spagna (Terra)                     |                         |                                            |                                  |             |                               |                                     | Russia                        | 4 |  |                            |                                  |                            |   |  |                     |                     |                     |
|  |                                            |                         | Germania                                   | 1                                |             |                               |                                     |                               |   |  |                            |                                  |                            |   |  |                     |                     |                     |
|  |                                            | Italia                  | Germania                                   | 1                                | 1           |                               |                                     |                               |   |  |                            |                                  |                            |   |  |                     |                     |                     |
|  |                                            | Italia                  | Halle, Germania (erba)                     |                                  | 1           |                               |                                     |                               |   |  |                            |                                  |                            |   |  |                     |                     |                     |
|  |                                            | Spagna                  | 4                                          |                                  |             |                               |                                     |                               |   |  |                            |                                  |                            |   |  |                     |                     |                     |
|  |                                            | Spagna                  | 4                                          |                                  | Spagna      | 2                             |                                     |                               |   |  |                            |                                  |                            |   |  |                     |                     |                     |
|  | Graz, Austria (Terra indoor)               |                         |                                            |                                  | Spagna      | 2                             |                                     |                               |   |  |                            |                                  |                            |   |  |                     |                     |                     |
|  |                                            |                         | Germania                                   | 3                                |             |                               |                                     |                               |   |  |                            |                                  |                            |   |  |                     |                     |                     |
|  |                                            | Austria                 | Germania                                   | 3                                | 2           |                               |                                     |                               |   |  |                            |                                  |                            |   |  |                     |                     |                     |
|  |                                            | Austria                 |                                            |                                  | 2           |                               |                                     |                               |   |  |                            |                                  |                            |   |  |                     |                     |                     |
|  |                                            | Germania                | 3                                          |                                  |             |                               |                                     |                               |   |  |                            |                                  |                            |   |  |                     |                     |                     |

### Finale
| Russia 1 | Olimpijskij, Mosca, Russia 2-4 dicembre 1994 sintetico (indoor) | Olimpijskij, Mosca, Russia 2-4 dicembre 1994 sintetico (indoor)     | Svezia 4 |     |      |     |     |  |
| \| \| \| \| 1 \| 2 \| 3 \| 4 \| 5 \| \| \| - \| \| ------------------------------------------------------------------- \| ---- \| --- \| ---- \| --- \| --- \| \| \| 1 \| \| Aleksandr Volkov Stefan Edberg \| 4 6 \| 2 6 \| 7 62 \| 6 0 \| 6 8 \| \| \| 2 \| \| Evgenij Kafel'nikov Magnus Larsson \| 0 6 \| 2 6 \| 6 3 \| 6 2 \| 3 6 \| \| \| 3 \| \| Evgenij Kafel'nikov / Andrej Ol'chovskij Jan Apell / Jonas Björkman \| 7 65 \| 2 6 \| 3 6 \| 6 1 \| 6 8 \| \| \| 4 \| \| Evgenij Kafel'nikov Stefan Edberg \| 4 6 \| 6 4 \| 6 0 \| \| \| \| \| 5 \| \| Aleksandr Volkov Magnus Larsson \| 65 7 \| 4 6 \| \| \| \| \| |                                                                 |                                                                     |          |     |      |     |     |  |
| |                                                                 |                                                                     | 1        | 2   | 3    | 4   | 5   |  |
| 1 | Russia (bandiera) · Svezia (bandiera)                           | Aleksandr Volkov Stefan Edberg                                      | 4 6      | 2 6 | 7 62 | 6 0 | 6 8 |  |
| 2 | Russia (bandiera) · Svezia (bandiera)                           | Evgenij Kafel'nikov Magnus Larsson                                  | 0 6      | 2 6 | 6 3  | 6 2 | 3 6 |  |
| 3 | Russia (bandiera) · Svezia (bandiera)                           | Evgenij Kafel'nikov / Andrej Ol'chovskij Jan Apell / Jonas Björkman | 7 65     | 2 6 | 3 6  | 6 1 | 6 8 |  |
| 4 | Russia (bandiera) · Svezia (bandiera)                           | Evgenij Kafel'nikov Stefan Edberg                                   | 4 6      | 6 4 | 6 0  |     |     |  |
| 5 | Russia (bandiera) · Svezia (bandiera)                           | Aleksandr Volkov Magnus Larsson                                     | 65 7     | 4 6 |      |     |     |  |

## Turno di qualificazione al Gruppo Mondiale
Date: 23-25 settembre
| Città                                          | Squadra ospitante | Punteggio | Squadra ospite |
| ---------------------------------------------- | ----------------- | --------- | -------------- |
| Christchurch, Nuova Zelanda (Sintetico indoor) | Nuova Zelanda     | 1-4       | Australia      |
| Montevideo, Uruguay (Terra)                    | Uruguay           | 2-3       | Austria        |
| Ramat HaSharon, Israele (Cemento)              | Israele           | 2-3       | Belgio         |
| Porto, Portogallo (Terra)                      | Portogallo        | 0-4       | Croazia        |
| Copenaghen, Danimarca (Sintetico indoor)       | Danimarca         | 4-1       | Perù           |
| Budapest, Ungheria (Terra)                     | Ungheria          | 1-4       | Italia         |
| Giacarta, Indonesia (Cemento)                  | Indonesia         | 1-4       | Svizzera       |
| Jaipur, India (erba)                           | India             | 2-3       | Sudafrica      |

- Croazia, Sudafrica e Svizzera promosse al Gruppo Mondiale della Coppa Davis 1995.
- Australia, Austria, Belgio, Danimarca ed Italia rimangono nel Gruppo Mondiale della Coppa Davis 1995.
- Indonesia (AO), Nuova Zelanda (AO), Perù (AMN), Portogallo (EA) ed Uruguay (AMN) rimangono nel Gruppo I della Coppa Davis 1995.
- India (AO), Israele (EA) ed Ungheria (EA) retrocesse nel Gruppo I della Coppa Davis 1995.

## Zona Americana

### Gruppo I
Squadre partecipanti
- Argentina
- Bahamas
- Brasile
- Cile
- Cuba — retrocessa nel Gruppo II della Coppa Davis 1995
- Messico
- Perù — promossa al Turno di qualificazione al Gruppo Mondiale
- Uruguay — promossa al Turno di qualificazione al Gruppo Mondiale

### Gruppo II
Squadre partecipanti
- Canada
- Colombia
- Ecuador
- Giamaica — retrocessa nel Gruppo III della Coppa Davis 1995
- Guatemala
- Paraguay
- Porto Rico — retrocessa nel Gruppo III della Coppa Davis 1995
- Venezuela — promossa al Gruppo I della Coppa Davis 1995

### Gruppo III
Squadre partecipanti
- Barbados
- Bolivia — promossa al Gruppo II della Coppa Davis 1995
- Caraibi dell'Est
- Costa Rica
- El Salvador
- Haiti — promossa al Gruppo II della Coppa Davis 1995
- Rep. Dominicana
- Trinidad e Tobago

## Zona Asia/Oceania

### Gruppo I
Squadre partecipanti
- Corea del Sud
- Filippine
- Giappone
- Hong Kong
- Indonesia — promossa al Turno di qualificazione al Gruppo Mondiale
- Nuova Zelanda — promossa al Turno di qualificazione al Gruppo Mondiale

### Gruppo II
Squadre partecipanti
- Arabia Saudita — retrocessa nel Gruppo III della Coppa Davis 1995
- Iran
- Malaysia
- Pakistan
- Singapore — retrocessa nel Gruppo III della Coppa Davis 1995
- Sri Lanka
- Taipei cinese — promossa al Gruppo I della Coppa Davis 1995
- Thailandia

### Gruppo III
Squadre partecipanti
- Bahrein
- Bangladesh
- Brunei
- Emirati Arabi Uniti
- Giordania
- Kuwait
- Libano
- Oman
- Qatar — promossa al Gruppo II della Coppa Davis 1995
- Siria
- Uzbekistan — promossa al Gruppo II della Coppa Davis 1995

## Zona Euro-Africana

### Gruppo I
Squadre partecipanti
- Croazia — promossa al Turno di qualificazione al Gruppo Mondiale
- Norvegia
- Portogallo — promossa al Turno di qualificazione al Gruppo Mondiale
- Regno Unito — retrocessa nel Gruppo II della Coppa Davis 1995
- Romania
- Sudafrica — promossa al Turno di qualificazione al Gruppo Mondiale
- Svizzera — promossa al Turno di qualificazione al Gruppo Mondiale
- Zimbabwe

### Gruppo II
Squadre partecipanti
- Bulgaria — retrocessa nel Gruppo II della Coppa Davis 1995
- Egitto
- Estonia
- Finlandia
- Ghana
- Grecia — retrocessa nel Gruppo III della Coppa Davis 1995
- Irlanda
- Kenya — retrocessa nel Gruppo III della Coppa Davis 1995
- Lettonia
- Marocco — promossa al Gruppo I della Coppa Davis 1995
- Monaco
- Nigeria
- Polonia
- Senegal — retrocessa nel Gruppo III della Coppa Davis 1995
- Slovenia — promossa al Gruppo I della Coppa Davis 1995
- Ucraina

### Gruppo III
Squadre partecipanti
- Algeria
- Benin
- Bielorussia — promossa al Gruppo II della Coppa Davis 1995
- Camerun
- Cipro
- Costa d'Avorio — promossa al Gruppo II della Coppa Davis 1995
- Georgia
- Gibuti
- Lituania — promossa al Gruppo II della Coppa Davis 1995
- Malta
- Rep. del Congo
- San Marino
- Slovacchia — promossa al Gruppo II della Coppa Davis 1995
- Sudan
- Togo
- Tunisia
- Turchia
- Zambia